# Roue (gymnastique)
 (août 2017).
Si vous disposez d'ouvrages ou d'articles de référence ou si vous connaissez des sites web de qualité traitant du thème abordé ici, merci de compléter l'article en donnant les références utiles à sa vérifiabilité et en les liant à la section « Notes et références ».
Pour les articles homonymes, voir Roue (homonymie).

La roue (animation)

La roue est l'une des figures de base en gymnastique artistique.

## Description
Le départ de ce mouvement se fait debout en fente, les bras aux oreilles tendus vers le haut. Il faut ensuite faire une fente avant et poser alternativement les mains et les pieds au sol, faire une impulsion afin de passer en équilibre sur les mains (appui tendu renversé ou ATR) pour enfin reposer les pieds au sol et finir debout. Si on est droitier il faut d'abord poser le pied droit, puis la main droite, puis la main gauche et le pied gauche. C'est la première jambe posée qui réalise la poussée, une fois les mains au sol. Le corps doit rester aligné tout au long du mouvement.
La roue peut être pratiquée au sol ou sur une poutre, à deux mains, à une seule main, voire sans les mains.
Pour aller vers la rondade, il faut ajouter le sursaut au début, le demi-tour lors de l'exécution du mouvement, puis arrivée les deux pieds en même temps au sol, avec un rebond à la fin.